# Symbole Radomia (rzeźby)
Symbole Radomia – 14 małych rzeźb, symboli Radomia. Rzeźby znajdują się w centrum Radomia, przedstawiają przedmioty i produkty charakterystyczne dla tego miasta.

## Geneza radomskich rzeźb
Odlewy powstały w wyniku projektu „Piękniejsze Śródmieście – symbole naszego miasta w formie małej architektury”  zrealizowanego w ramach Budżetu Obywatelskiego 2018.  Pomysłodawcami są Sebastian Pawłowski i Maciej Stępnikowski. Rozmieszczone na ulicach miasta rzeźby, przedstawiają dokładne odzwierciedlenie wyrobów, które były produkowane w Radomiu przed wojną, w okresie PRL-u, a także te których produkcja nadal trwa. Wybrane produkty, miały być znane nie tylko dla mieszkańców miasta, ale dla całej Polski. Projekt wszystkich 14 rzeźb przygotował i wykonał kielecki artysta rzeźbiarz Sławomir Micek. Odlewy są stworzone w skali jeden do jednego.
W planach są kolejne rzeźby, upamiętniające inne radomskie wyroby. Zostaną one wykonane w ramach Budżetu Obywatelskiego 2022, w której to edycji projekt tych samych autorów ponownie zwyciężył w plebiscycie. 

## Przedmioty z brązu[5]
| Nazwa przedmiotu                 | Zdjęcie | Adres                                                     | Lokalizacja                                   |
| -------------------------------- | ------- | --------------------------------------------------------- | --------------------------------------------- |
| Rower wyścigowy szosowy Łucznik  |         | przy Miejskim Ośrodku Sportu i Rekreacji, ul. Narutowicza | 51°23′50,8″N 21°08′49,8″E/51,397444 21,147167 |
| Aparat telefoniczny Malwa        |         | przed American Corner Radom, ul. Traugutta 31             | 51°23′45,5″N 21°09′12,5″E/51,395972 21,153472 |
| Maszyna do pisania Łucznik 1301  |         | ul. Henryka Sienkiewicza 5                                | 51°23′54,4″N 21°09′14,1″E/51,398444 21,153917 |
| Farba Rafil Gr-tix               |         | w Parku Kościuszki                                        | 51°23′53,8″N 21°09′27,8″E/51,398278 21,157722 |
| Rower wojskowy Łucznik typ XX    |         | plac Antonio Corazziego                                   | 51°24′03,0″N 21°09′27,7″E/51,400833 21,157694 |
| Aparat telefoniczny CB-49        |         | obok Urzędu Miejskiego, ul. Kilińskiego                   | 51°24′06,4″N 21°09′26,4″E/51,401778 21,157333 |
| Maska przeciwgazowa wz. 24       |         | ul. Kilińskiego, na terenie VI LO im. Jana Kochanowskiego | 51°24′07,7″N 21°09′20,7″E/51,402139 21,155750 |
| Serek homogenizowany             |         | ul. Żeromskiego 42                                        | 51°24′03,4″N 21°09′18,8″E/51,400944 21,155222 |
| Półbuty damskie                  |         | ul. marsz. Ferdynanda Focha 5                             | 51°24′06,3″N 21°09′14,6″E/51,401750 21,154056 |
| Maszyna do szycia Łucznik kl. 82 |         | ul. marsz. Ferdynanda Focha 2/4                           | 51°24′06,8″N 21°09′14,2″E/51,401889 21,153944 |
| Waga domowa WD-2                 |         | przy ul. Struga, obok placu Jagiellońskiego               | 51°24′17,6″N 21°09′20,6″E/51,404889 21,155722 |
| Aparat telefoniczny Bratek       |         | przy ul. Kazimierza Kelles-Krauza                         | 51°24′15,6″N 21°09′16,7″E/51,404333 21,154639 |
| Pistolet Vis wz. 35              |         | obok Resursy Obywatelskiej                                | 51°24′14,8″N 21°08′59,8″E/51,404111 21,149944 |
| Kozaki Sofix                     |         | ul. Szewska 28                                            | 51°24′09,9″N 21°08′46,9″E/51,402750 21,146361 |

## Ciekawostki
- Większość z wybranych do odlewu produktów była eksportowana do wielu krajów świata[1].
- Powstał krótki film dokumentalny o rzeźbach „Radom w brązie odlany” w ramach serii TVP3 Warszawa „Krótki film o Mazowszu”[6].
- Przygotowano 5 km trasę, dzięki której można obejrzeć wszystkie przedmioty z brązu[7].
- Eksponaty niezbędne do wykonania odlewów pochodziły nawet z odległych zakątków kraju[8].
- Na pędzlu przy rzeźbie farby Rafil Gr-tix artysta umieścił imiona i nazwiska autorów projektu.[9]
- Radomskie rzeźby inspirowane były wrocławskimi krasnalami[10].
- Koszt wykonania wszystkich prac to niespełna 130 tys. zł.[11]